# 卯之町駅
卯之町駅（うのまちえき）は、愛媛県西予市宇和町卯之町二丁目にある、四国旅客鉄道（JR四国）予讃線の駅である。駅番号はU22。駅名標のコメントは「開明学校と文化の薫る高原の駅」。
2004年の合併によって誕生した西予市の代表駅であり、全特急列車が停車する。

## 概要
1941年、宇和島線（現・予讃線）北宇和島駅 - 当駅間開通に伴い開設。1945年に予讃本線八幡浜駅 - 当駅間開通により予讃本線所属駅となった。かつてホーム有効長が5両分しか無かったが、現在は8両編成対応に延伸されている。これは多客期の特急「しおかぜ」増結を想定したものである。2016年に西予市により計画された『卯之町「はちのじ」まちづくり整備事業』により、卯之町地区の再開発事業が進められており、この事業により2021年10月から卯之町駅舎の建て替え整備事業が開始され、翌2022年11月5日に西予市産木材を使用した新駅舎の供用が開始された。
肱川上流の宇和盆地に位置する当駅はJR四国の中でも高標高に位置する駅の一つであり（208m）、特に冬場は冷え込みが厳しい地域である。そこで1959年から当時の宇和町観光協会（現・西予市観光協会宇和支部）により列車を待つ人に少しでも体を暖めてもらいたいという願いから、12月から3月にかけ駅待合室に「愛の火鉢」が設置され、駅窓口営業時間帯（7 - 17時頃まで）に火が付けられていた。2021年から2022年にかけての冬は、駅の無人化と建て替え事業に伴い、設置されない。
「卯年」に当たった2011年1月には、当駅が所在する卯之町地区が2009年12月に国の重要伝統的建造物群保存地区に選定されたことのPRも兼ねる形で、期間限定ながらウサギを駅長として迎え入れた。就任期間は2011年1月3日から16日までだった。このウサギは当駅と同じく西予市内に所在する野村農業公園ほわいとファームにて飼育されたもので、「つばさ」と名付けられていた。
予讃線の当駅を含む八幡浜駅以南は、戦時中の突貫工事のために簡易線規格で建設され、33‰の急勾配がある。眺望は最高で立間駅にかけて、ミカン畑の間から法華津湾が望める。

## 歴史
- 1941年（昭和16年）7月2日：鉄道省宇和島線の駅として開業[2]。
- 1945年（昭和20年）6月20日：宇和島線当駅 - 宇和島駅間が予讃本線に編入され、予讃本線所属となる。
- 1949年（昭和24年）6月1日：日本国有鉄道（国鉄）発足により国鉄の駅となる。
- 1950年（昭和25年）3月20日：昭和天皇のお召し列車が5分間停車。駅前奉迎が行われた（昭和天皇の戦後巡幸）[10]。
- 1975年（昭和50年）3月10日：特急列車が停車するようになる。
- 1978年（昭和53年）10月1日：貨物取扱廃止[2]。
- 1985年（昭和60年）3月14日：荷物扱い廃止[2]。
- 1987年（昭和62年）4月1日：国鉄分割民営化により、JR四国の駅となる[2]。
- 1988年（昭和63年）
  - 6月1日：所属路線の予讃本線が予讃線に改称される。
  - 10月：駅舎が開明学校風に改装される[11]。
- 1991年（平成3年）11月21日：土日祝日の駅員配置を取り止め[12]。
- 2018年（平成30年）
  - 7月6日：豪雨災害により19日まで営業休止。20日に八幡浜駅 - 当駅間は運行を再開[13]。
  - 9月13日：当駅 - 宇和島間の運転再開。これにより、四国地方の豪雨による運休区間は解消した[14]。
- 2019年（令和元年）10月15日：この日をもってみどりの窓口の営業を終了。
- 2021年（令和3年）10月1日：終日無人駅となる[15][16]。
- 2022年（令和4年）
  - 2月1日：「西予市卯之町駅前複合施設 ゆるりあん」1階の「どんぶり館 駅前店 あおぞら」で片道乗車券（松山駅・伊予大洲駅・八幡浜駅・宇和島駅間のみ）・通学定期券（伊予大洲駅・八幡浜駅・立間駅・宇和島駅間の高校生用のみ）・特急用定期券（快てーき・通勤用と大学生・高校生の通学用。松山駅との相互間のみ）・Sきっぷ（特急自由席往復タイプ。松山駅往復のみ）の販売を開始[3]。
  - 11月5日：新駅舎の供用開始[17]。

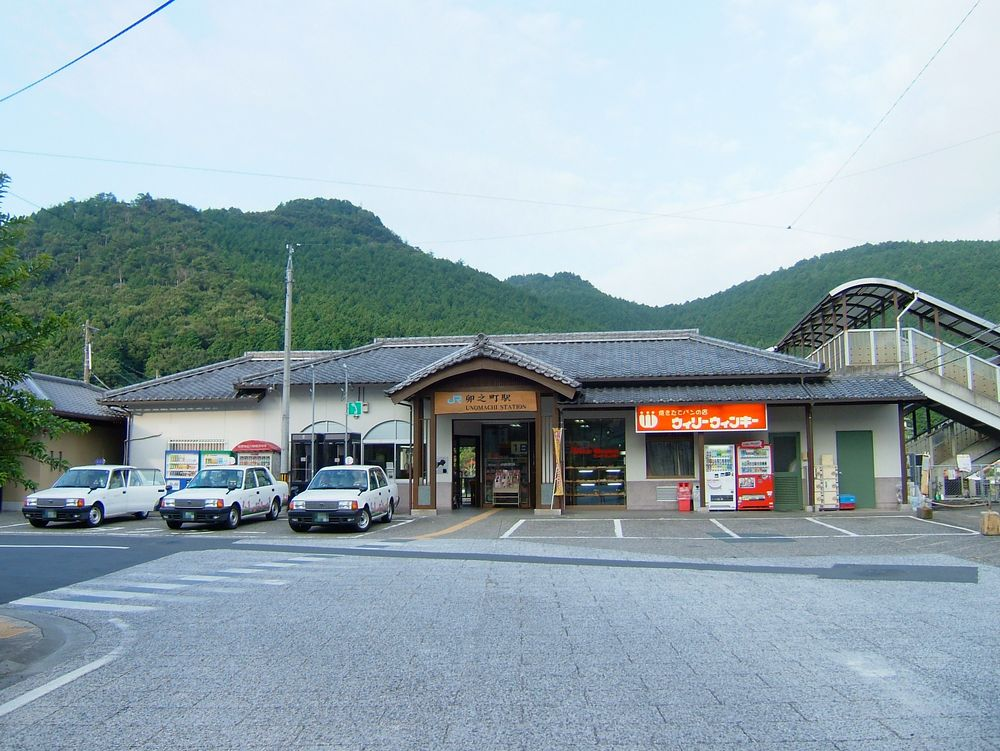
旧駅舎（2006年8月）

## 駅構造
単式ホームと島式ホーム2面3線の構造となっている。ホームは駅舎側から1番線、2番線の順である。自動券売機が設置されているほか、2022年2月から駅前の複合施設で券種を限定しての販売を開始した。かつてはみどりの窓口があったが2019年10月15日に営業を終了した。また、2006年秋頃までグループ会社のパン屋「ウィリーウィンキー」が入居していたが閉店し、その後はビッグキヨスクが入居していたが2016年8月26日に閉店した。
通票閉塞時代に、この駅を通過する列車が存在したので、タブレット授受器が1、2番線にあった。現在は、ホーム有効長延伸のため、小さな番数の両開き分岐器が入っているので通過列車を設定するのは困難になっている。
改札口前の1番線が下り本線宇和島方面、島式ホームの番線が上り本線松山方面、3番線は上下待避線だが、使用頻度は少ない。一時期設定されていた八幡浜や宇和島から当駅折返しの普通列車も3番線を使用していた。4月29日のれんげ祭りの臨時列車（れんげ号・わらぐろ号）は3番線で折返しを行っている。

### のりば
| のりば | 路線    | 方向 | 行先                 | 備考     |
| ------ | ------- | ---- | -------------------- | -------- |
| 1      | ■予讃線 | 下り | 宇和島・江川崎方面   |          |
| 2      | ■予讃線 | 上り | 松山・高松・岡山方面 |          |
| 3      | ■予讃線 | 上り | 松山方面             | 一部列車 |
| 3      | ■予讃線 | 下り | 宇和島方面           | 一部列車 |

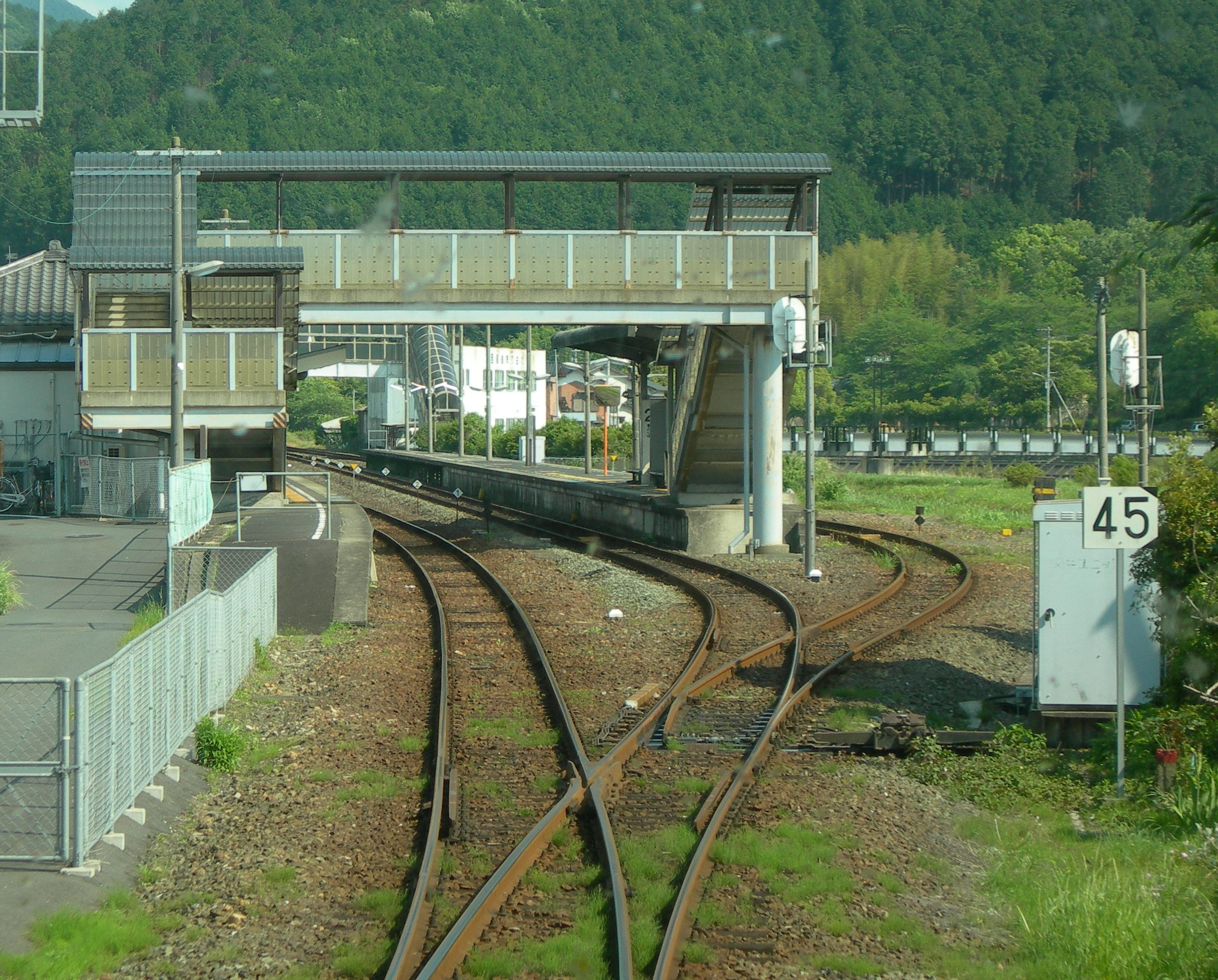
駅構内（2010年5月、両開き分岐器とホーム）

## 利用状況
1日平均の乗車人員は以下の通りである。 
| 1日乗車人員推移 | 1日乗車人員推移 |
| 年度            | 1日平均人数     |
| --------------- | --------------- |
| 2006年          | 444             |
| 2007年          | 436             |
| 2008年          | 443             |
| 2009年          | 393             |
| 2010年          | 393             |
| 2011年          | 382             |
| 2012年          | 388             |
| 2013年          | 383             |
| 2014年          | 352             |
| 2015年          | 354             |
| 2016年          | 331             |
| 2017年          | 320             |

## 駅周辺

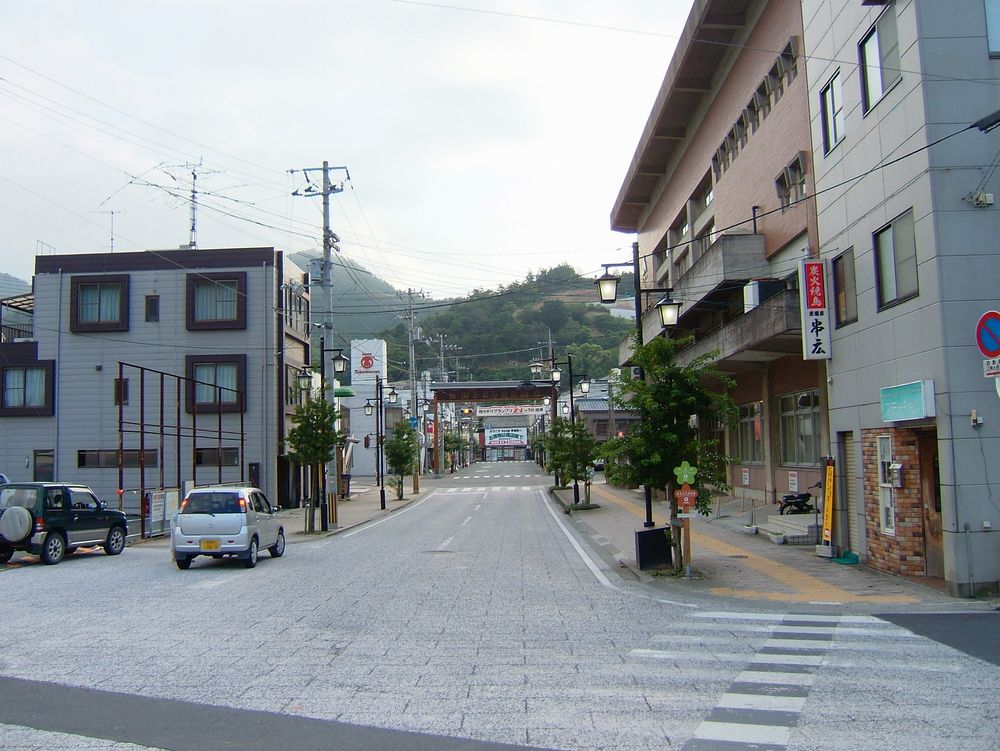
駅前風景（2006年8月）

駅は西予市宇和町の中心部に位置し、西予市役所を始めとした公共施設、文化会館、商店街、金融機関店舗、農協本所などが集積している。鉄道とほぼ並行して走る国道56号のさらに東に旧道があり、重要伝統的建造物群保存地区に選定されている歴史的町並みが残っている。
全特急列車が停車するため、主に松山市向けの遠距離通勤者が良く利用している。それに対応するため、駅近傍にはかなり広めの駐車場が確保されている。
- 卯之町駅前バス乗り場（野村・三瓶・明浜方面）[注釈 1]・西予市役所前バス乗り場（松山・大洲・宇和島方面・急行便のみ）（徒歩3分）（宇和島自動車）
- 西予市役所
- 西予市卯之町駅前複合施設 ゆるりあん（乗車券の委託販売を取扱い）
- 西予市宇和文化会館
- 愛媛県歴史文化博物館
- 宇和町卯之町の町並み（重要伝統的建造物群保存地区）
- 四国霊場第四十三番札所明石寺
- フジ宇和店
- 宇和米博物館
- 国道56号
- 愛媛県道344号宇和高山線
- 肱川

### バス路線
宇和島自動車が運行を担当する。路線の行先などによって停留所の位置が異なる。各停留所の情報は下記を参照。
野村・三瓶・明浜方面
- 「卯之町駅」停留所[注釈 2] - 駅前

急行便と松山・大洲・宇和島方面
- 「西予市役所前」停留所 - 駅から徒歩3分

特急便・高速バス
- 「卯之町営業所」停留所 - 駅から徒歩約10分

## 隣の駅
※当駅に停車する特急「宇和海」の隣の停車駅は列車記事を参照のこと。
四国旅客鉄道（JR四国）
■予讃線
上宇和駅 (U21) - 卯之町駅 (U22) - 下宇和駅 (U23)